# Delahaye Type 37
Der Delahaye Type 37 ist ein frühes Pkw-Modell. Hersteller war Automobiles Delahaye in Frankreich.

## Beschreibung
Die Fahrzeuge wurden zwischen 1907 und 1914 hergestellt. Sie befanden sich etwas oberhalb des Delahaye Type 34 mit einem Zweizylindermotor ähnlicher Leistung und unterhalb des Delahaye Type 32 im Sortiment.
Der Vierzylinder-Ottomotor war in Frankreich mit 9–11 CV eingestuft. Er hat 62 mm Bohrung, 100 mm Hub, 1208 cm³ Hubraum und leistet 12 PS. Gekühlt wird er durch eine Thermosiphonkühlung. Er ist vorn im Fahrgestell eingebaut und treibt die Hinterachse an. Das Getriebe hat drei Gänge. 45 km/h Höchstgeschwindigkeit sind erreichbar.
Der Radstand beträgt je nach Quelle 2680 mm oder 2835 mm. Zunächst gab es Aufbauten als Doppelphaeton und Tourenwagen. Ab 1909 waren geschlossene Karosserien lieferbar. 1911 wurde das Fahrgestell an jenes des Type 34 angeglichen.